# 조이의 비밀앱
《조이의 비밀앱》(영어: Zapped)은 2014년 십대 판타지 코미디 텔레비전 영화이다. 젠데이아가 맡은 주인공 조이의 휴대폰에 역겨운 남자들을 마음대로 조종할 수 있는 특별한 앱이 깔리게 되면서 벌어지는 내용이다. 2014년 6월 27일에 미국 디즈니 채널에서 최초 방영되었다.

## 출연
- 젠데이아 - 조이 스티븐스 역
- 셔넬 펄로소 - 레이철 역
- 스펜서 볼드먼 - 잭슨 역
- 어밀리아 매카시 - 테일러 역
- 애덤 디마코 - 애덤 톰프슨 역
- 윌리엄 에인즈코프 - 벤 톰프슨 역
- 앨릭스 포노빅 - 테드 톰프슨 역
- 루시아 월터스 - 지니 스티븐스 역
- 제더다이아 굿에이커 - 트립 역
- 루리자 트롱코 - 유키 역
- 코너 카우이 - 잭 톰프슨 역
- 새뮤얼 패트릭 추 - 찰리 역